# Haliella
Haliella is een geslacht van weekdieren uit de klasse van de Gastropoda (slakken).

## Soorten
- Haliella abyssicola Bartsch, 1917
- Haliella canarica Bouchet & Warén, 1986
- Haliella chilensis Bartsch, 1917
- Haliella stenostoma (Jeffreys, 1858)
- Haliella tyrrhena Di Geronimo & La Perna, 1999 †